# 大沼泽地市
大沼泽地市（英語：Everglades City）是美国佛罗里达州柯里爾縣一个只有479人的小城市，共有230户，原来只有当地的印第安人居住，直到美国南北战争后，始有白人移居此地种植甘蔗，并建立名为“大沼泽地”的邮局，1893年建立第一座学校。在1970年代和1980年代，这里曾经成为走私大麻毒品的中心。